# Color Me Blood Red
Color Me Blood Red – amerykański horror z 1965 roku w reżyserii Herschella Gordona Lewisa.

## Fabuła
Film opowiada historię niedocenionego malarza Adama Sorga. Razem ze swoją żoną mieszka on w domku na plaży. Pewnego razu jego ukochana rani się w jeden z palców u dłoni. Wyciera krew o płótno. Adam dostaje natchnienia. Początkowo maluje krwią z jej palca, aby następnie wykorzystać swoją własną. Jednak to dla niego za mało. Zabija swoją żonę, aby dokończyć swój obraz. Jego nowe dzieło spotyka się z wielkim uznaniem. Wkrótce Adam zabija kolejne osoby. Jego następny obraz ponownie zostaje dobrze przyjęty. Pewnego dnia w okolice jego domu przyjeżdża paczka przyjaciół. Sorg namawia kobietę z owej paczki, aby pozowała do jego nowego dzieła. Mniej więcej w tym samym czasie jej przyjaciele odkrywają zakopane na plaży zwłoki. Postanawiają zadzwonić na policję. W poszukiwaniu telefonu jeden z nich wkracza do mieszkania Adama, tym samym powstrzymując go od popełnienia zbrodni. Kiedy w chatce pojawia się kolejna osoba wybucha zamieszanie. Adam Sorg ginie od strzału w głowę.